# Kaczor Donald i wehikuł czasu
Kaczor Donald i wehikuł czasu – seria komiksów, w których Kaczor Donald i inne postacie (zazwyczaj jego siostrzeńcy Hyzio, Dyzio i Zyzio) podróżują w czasie za pomocą wehikułu czasu skonstruowanego przez wynalazcę Diodaka. Wehikuł ten miał charakterystyczny, kulisty kształt, dyszel i dwa koła (w początkowych albumach tylko jedno).
Seria ukazywała się w krajach skandynawskich w latach 1987–1992 w postaci albumów o objętość 48 stron. Po sześciu albumach została przerwana. W Polsce w 1991 roku ukazały się dwa pierwsze albumy wydane przez Egmont American Ltd.
Po przerwaniu serii, charakterystyczny wehikuł sporadycznie pojawiał się w epizodach publikowanych przez magazyny komiksowe Disneya. Wiele z nich ukazało się w polskim „Kaczorze Donaldzie”.
| Lp. | Kod:       | Tytuł:                                    | Polski tytułː                | Liczba stron: | Data publikacji: | Scenariusz:                                             | Rysunki:                   | Podróżują:                                                              | Polskie wydanie:                  |
| --- | ---------- | ----------------------------------------- | ---------------------------- | ------------- | ---------------- | ------------------------------------------------------- | -------------------------- | ----------------------------------------------------------------------- | --------------------------------- |
| 1   | D 9434     | Chapter I: The Viking Voyage              | Wyprawa wikingów             | 44            | 1987             | Lars Bergström, Stefan Printz-Påhlson, Tom Anderson     | Marco Rota                 | Donald, Hyzio, Dyzio, Zyzio                                             | Wyprawa wikingów                  |
| 2   | D 9576     | Chapter II: The Cave Bear Caper           | Kapota z niedźwiedziej skóry | 44            | 1988             | Paul Halas, Tom Anderson                                | Vicar                      | Donald, Hyzio, Dyzio, Zyzio                                             | Kapota z niedźwiedziej skóry      |
| 3   | D 89004    | Chapter III: The Royal Portrait           | Królewski portret            | 46            | 1989             | Paul Halas, Tom Anderson                                | Tino Santanach Hernandez   | Donald, Hyzio, Dyzio, Zyzio                                             | (brak)                            |
| 4   | D 89053    | Chapter IV: Medieval Magic                | Magia średniowiecza          | 46            | 1989             | Lars Enoksen, Stefan Printz-Påhlson, Unn Printz-Påhlson | Tino Santanach Hernandez   | Donald, Hyzio, Dyzio, Zyzio                                             | (brak)                            |
| 5   | D 90243    | Chapter V: Prince Iganov                  | Książę Iganov                | 46            | 1992             | Paul Halas, Tom Anderson                                | Marco Rota                 | Donald, Hyzio, Dyzio, Zyzio                                             | (brak)                            |
| 6   | D 9964     | Chapter VI: The Olympiad                  | Mistrz olimpijski            | 46            | 1992             | Paul Halas, Tom Anderson                                | Tino Santanach Hernandez   | Donald, Hyzio, Dyzio, Zyzio                                             | (brak)                            |
| 7   | D 2005-356 | Chapter VII/Epilogue: The Time Travellers | Patent Leonardo da Vinci     | 12            | 15.11.2006       | Lars Jensen                                             | Wanda Gattino              | Donald, Hyzio, Dyzio, Zyzio                                             | Kaczor Donald 46/2006             |
| 8   | D 93505    | Princess Oona                             | Wojownicza księżniczka       | 12            | 20.11.1995       | Stefan Printz-Påhlson, Unn Printz-Påhlson               | Vicar                      | Donald, Diodak, Neolita                                                 | Kaczogród – Vicar                 |
| 9   | D 2004-296 | A Day In The Life                         | Kolejny dzień życia          | 6             | 3.03.2008        | Lars Jensen                                             | Euclides K. Miyaura        | (wehikuł jest uszkodzony)                                               | Kaczor Donald 1/2012              |
| 10  | D 2005-001 | Back To Long Ago                          | Powrót do przeszłości        | 12            | 16.11.2005       | Stefan Printz-Påhlson, Unn Printz-Påhlson               | Vicar                      | Donald, Neolita                                                         | Kaczor Donald 47/2005             |
| 11  | D 2005-113 | The Dinosaur Diner                        | Jak za bardzo dawnych dat    | 12            | 5.10.2009        | Janet Gilbert                                           | Vicar                      | (wehikuł chyba jest sprawny, ale Diodak zabrania Donaldowi podróżować.) | Kaczor Donald 45/2009             |
| 12  | D 2006-389 | Lost in the Labyrinth                     | W labiryncie                 | 16            | 12.04.2010       | Jens Hansegård                                          | Cèsar Ferioli Pelaez       | Donald, Sknerus                                                         | Kaczor Donald 29/2010             |
| 13  | D 2007-169 | Historical Crimes                         |                              | 16            | 1.03.2011        | Jens Hansegård                                          | Daniel Pérez               | Bracia Be                                                               | (brak)                            |
| 14  | D 2008-202 | Rush City                                 | Nie te czasy                 | 16            | 13.06.2011       | Paul Halas                                              | Marco Rota                 | (zamiast wehikułu występuje jego prototyp)                              | Kaczor Donald 45/2011             |
| 15  | D 2010-064 | A World Without Scrooge                   | Świat bez Sknerusa           | 10            | 30.11.2012       | Olaf Moriarty Solstrand                                 | Carlos Mota                | Donald, Hyzio, Dyzio, Zyzio                                             | Kaczor Donald 32/2012             |
| 16  | D 2011-125 | Tis No Season                             | Ratujmy Boże Narodzenie      | 43            | 18.12.2013       | Byron Erickson                                          | Massimo Fecchi             | Miki, Donald, Sknerus, Hyzio, Dyzio i Zyzio                             | Gigant Poleca 164 – Pan i pani D. |
| 17  | D 2015-300 | Nights of the Masks                       | Zjeść w Wenecji              | 12            | 11.07.2016       | Peter Snejbjerg                                         | Andrea Ferraris            | Diodak (wehikuł pojawia się tylko na jednej, ostatniej stronie epizodu) | Kaczor Donald 11/2016             |
| 18  | D 2015-307 | Time Travelling Treasure Thief            | Złodziej czasu               | 12            | 19.07.2016       | Tormod Løkling                                          | Arild Midthun              | Diodak, Hyzio, Dyzio, Zyzio, Emil Orzeł                                 | Kaczor Donald 12/2016             |
| 19  | D 2016-125 | Costly Bypass                             | Postój w czasie              | 2             | 15.07.2016       | Gorm Transgaard                                         | Miguel Fernandez Martinez  | Diodak, Hyzio, Dyzio, Zyzio, Emil Orzeł                                 | Kaczor Donald 8/2016              |
| 20  | D 2016-038 | The Hero, The Bagel and The Old Dragon    | Stary smok mocno śpi         | 10            | 10.10.2016       | Peter Snejbjerg                                         | Cèsar Ferioli Pelaez       | Diodak, Hyzio, Dyzio, Zyzio                                             | Kaczor Donald 10/2017             |
| 21  | D 2018-084 | The Cooie-rious Affair                    | U pani Marii w Paryżu        | 10            | 14.02.2019       | Peter Snejbjerg                                         | Maximino Tortajada Aguilar | Bracia Be, Hyzio, Dyzio, Zyzio                                          | Kaczor Donald 3/2019              |
| 22  | D 2019-013 | In the Nick of Time                       |                              | 10            | 15.11.2019       | Stefan Printz-Påhlson, Unn Printz-Påhlson               | Wanda Gattino              | Donald, Diodak, Neolita                                                 | (brak)                            |
| 23  | D 2019-126 | A Galactic Encounter                      |                              | 10            | 9.05.2020        | Frauke Schmickl                                         | Flemming Andersen          | Donald, pies Maluch                                                     | (brak)                            |
| 24  | D 2019-121 | An Apple for Mr. Duckton                  | Jabłko pana Newtona          | 10            | 15.06.2020       | Arild Midthun, Tormod Løkling                           | Arild Midthun              | Donald, Dziobas                                                         | Kaczor Donald 9/2020              |
| 25  | D 2019-166 | A Midsummer History                       |                              | 10            | 14.09.2020       | Maya Åstrup                                             | Cèsar Ferioli Pelaez       | Donald, Hyzio, Dyzio, Zyzio                                             | (brak)                            |
| 26  | D 2020-118 | The Science Project                       | Różne takie wynalazki        | 10            | 16.04.2021       | Sune Troelstrup                                         | Marco Rota                 | Hyzio, Dyzio, Zyzio                                                     | Kaczor Donald 5/2021              |
| 27  | FC AEA 1-1 | Melting Pot (Asterix & Obelix)            | W tyglu                      | 3             | 25.04.2007       | Vicar                                                   | Vicar                      | Donald, Diodak, Asteriks, Obeliks                                       | Asteriks i przyjaciele            |

## Ciekawostki
Serwisy inducks.org oraz Scrooge McDuck wiki zaliczają do serii kilka innych epizodów, w których wehikuł wygląda inaczej, a pomijają wiele powyższych części.
Zbiorcze wydanie serii ukazało się jak dotąd we Francji, opublikowane przez wydawnictwo Glénat (Les Grandes Sagas Disneyː La Machine à remonter le temps – tom 1 i 2)